# Juicio Krupp

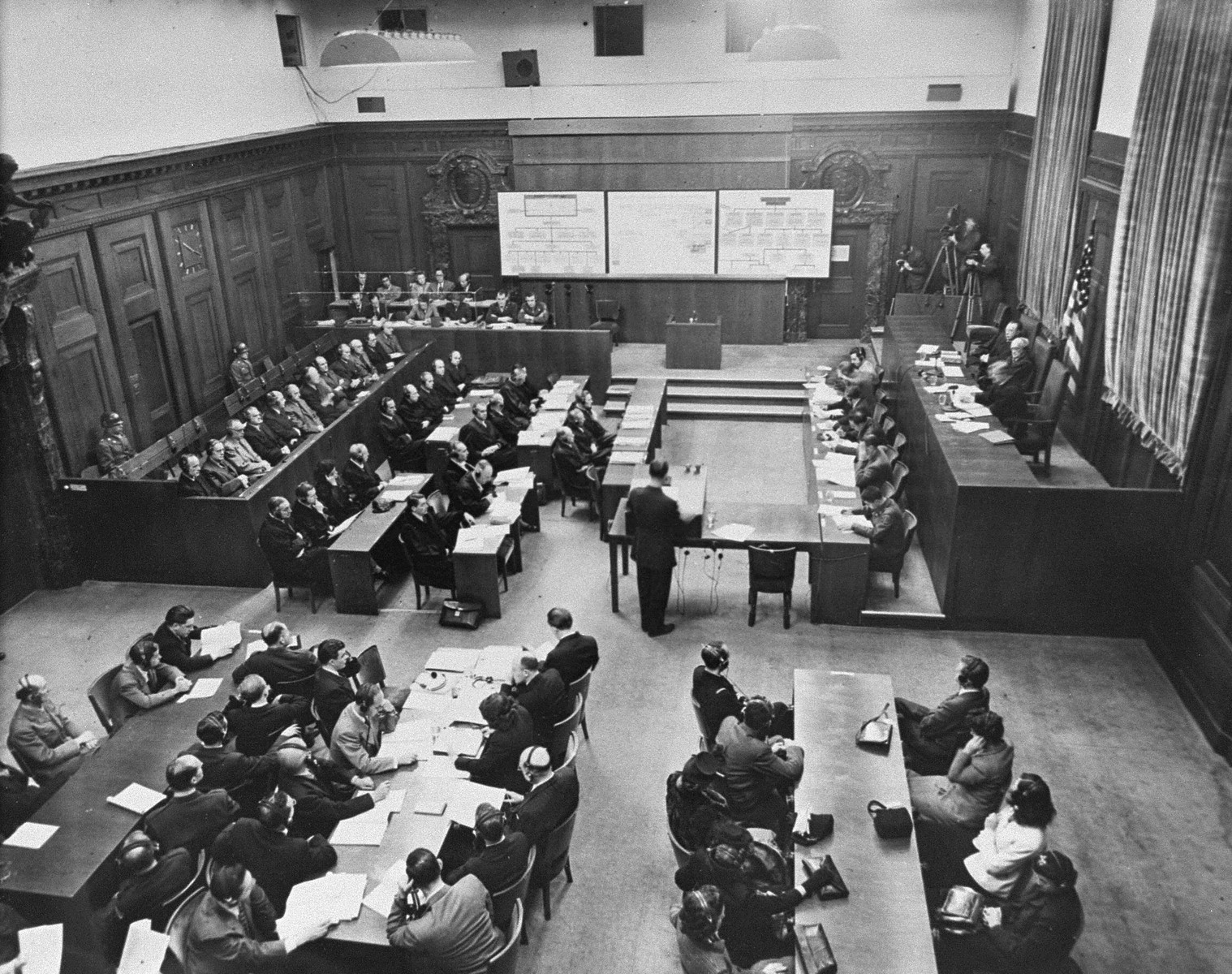
El fiscal Telford Taylor (de pie, centro) abre el caso contra los acusados

El Juicio Krupp (oficialmente, Los Estados Unidos de América vs. Alfried Krupp, et al.), tuvo lugar entre el 8 de diciembre de 1947 y el 31 de julio de 1948 y fue el décimo de doce juicios por crímenes de guerra que las autoridades estadounidenses llevaron a cabo en su zona de ocupación de Alemania en Núremberg después del final de Segunda Guerra Mundial. Estos doce juicios se llevaron a cabo ante tribunales militares de los Estados Unidos, no ante el Tribunal Militar Internacional (IMT, por sus siglas en inglés), pero tuvieron lugar en las mismas salas del Palacio de Justicia. Los doce juicios estadounidenses se conocen colectivamente como los «Juicios posteriores a Núremberg» o, más formalmente, como los «Juicios de los criminales de guerra ante los Tribunales Militares de Núremberg» (NMT). 
El juicio Krupp, se refiere a la utilización de trabajadores forzados por parte del consorcio Krupp y otros delitos cometidos por dicha empresa. Este juicio fue el tercero de tres los juicios desarrollados contra industriales alemanes; los otros dos fueron el Juicio de Flick y el Juicio de IG Farben.

## Antecedentes

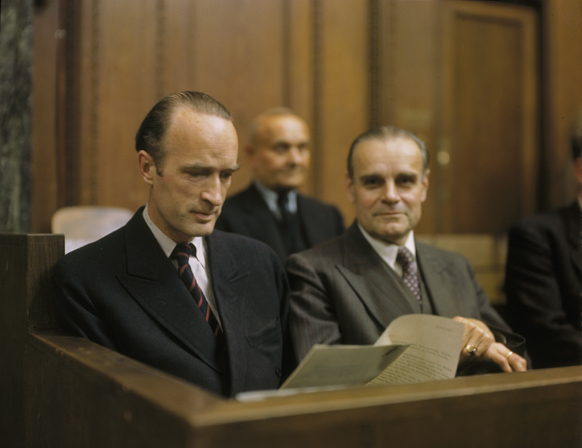
Alfried Krupp (izquierda), en el banquillo de los acusados durante el juicio

En el Juicio Krupp, doce exdirectivos del Grupo Krupp fueron acusados de haber facilitado el armamento de las fuerzas militares alemanas y por tanto de haber participado activamente en los preparativos de los nazis para una guerra de agresión, y también de haber utilizado trabajadores esclavos en sus empresas. El acusado principal era Alfried Krupp von Bohlen und Halbach, director general de la Corporación Krupp, desde 1943 e hijo de Gustav Krupp von Bohlen und Halbach, quien había sido acusado en el juicio principal de los principales criminales de guerra ante el Tribunal Militar Internacional (donde se le consideró médicamente incapacitado para ser juzgado).
Los jueces en este caso, ante el Tribunal Militar III-A, fueron Hu C. Anderson (juez presidente), presidente de la corte de apelaciones de Tennessee, Edward J. Daly de Connecticut y William J. Wilkins de Seattle, Washington. El Jefe de Abogados de la Fiscalía fue Telford Taylor; el abogado litigante principal fue H. Russell Thayer, y Benjamin B. Ferencz participó como abogado especial. La acusación fue presentada el 17 de noviembre de 1947; el juicio duró unos once meses, desde el 16 de agosto de 1947 (presentación de los cargos) hasta el 31 de julio de 1948 (lectura de la sentencia). Un acusado (Pfirsch) fue absuelto, los demás fueron condenadas a diversa penas de prisión que variaban entre los tres y los doce años, además se ordenó al principal acusado, Alfried Krupp, que vendiera todas sus posesiones. El 1 de abril de 1949, la sentencia fue revisada por el Alto Comisionado de los Estados Unidos, John J. McCloy.
El principal acusado, Alfried Krupp, siempre negó cualquier responsabilidad en los hecho. En 1947, declaró:

La economía necesitaba una tendencia tranquila o al alza. Como resultado de la lucha entre los muchos partidos alemanes y el desorden, no hubo oportunidad para una actividad constructiva [...] Tuvimos la impresión de que Hitler nos daría un desarrollo más saludable. De hecho lo hizo [...] Los kruppianos nunca nos hemos preocupado mucho por las ideas. Solo queríamos un sistema que funcionara bien y nos diera la oportunidad de trabajar sin interrupciones. La política no es lo nuestro.
Alfried Krupp, in Golo Mann's manuscript first published in(Friz, 1988). 

De hecho, el holding Krupp floreció bajo el régimen nazi. Según estimaciones bastante conservadoras, las empresas Krupp utilizaron a casi 100.000 personas en el programa de trabajo esclavo, de las cuales unas 23.000 eran prisioneros de guerra.

## Acusación

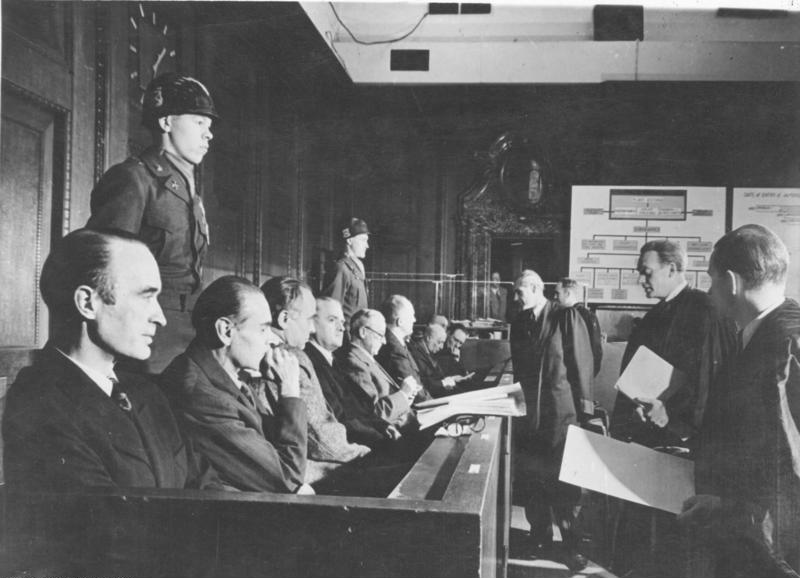
Acusados en el Juicio Krupp, de izquierda a derecha; Alfried Krupp, Ewald Löser, Eduard Houdremont, Erich Müller, Friedrich Janssen, Karl Pfirsch y Karl Eberhardt

Los acusados se enfrentaron a cuatro cargos por haber cometidoː
1. Crímenes contra la paz por participar en la planificación y realización de guerras de agresión y guerras en violación de tratados internacionales;
2. Crímenes de lesa humanidad al participar en el saqueo, la devastación y la explotación de los países ocupados;
3. Crímenes de guerra al participar en el asesinato, exterminio, esclavitud, deportación, encarcelamiento, tortura y uso como mano de obra esclava de civiles que quedaron bajo control alemán, ciudadanos alemanes y prisioneros de guerra;
4. Participar en un plan común o conspiración para cometer crímenes contra la paz.

Todos los acusados fueron acusados por los cargos 1, 3 y 4; el cargo 2 excluyó a los demandados Lehmann y Kupke. Los cargos 1 y 4 pronto se retiraron debido a la falta de pruebas.

## Acusados y sentencias
Los once acusados declarados culpables fueron condenados por el cargo de trabajo forzado (cargo 3), y de los diez acusados por el cargo 2 (expoliación económica), seis fueron condenados. El 31 de enero de 1951, dos años y medio después de las sentencias, diez (todos menos Löser) fueron puestos en libertad. Dado que no se había encontrado ningún comprador para el consorcio Krupp, Alfried Krupp retomó el control de la empresa en 1953.
| Nombre                          | Puesto                                                                              | Sentencia |
| ------------------------------- | ----------------------------------------------------------------------------------- | --- |
| Alfried Krupp                   | propietario y CEO                                                                   | 12 años más confiscación de todos sus bienes; indultado el 31 de enero de 1951 por John J. McCloy y se le devolvieron sus propiedades. Murió el 30 de julio de 1967. |
| Ewald Löser                     | antiguo CFO                                                                         | 7 años; cumplió la condena integra y fue liberado en 1955. Murió el 23 de diciembre de 1970. |
| Eduard Houdremont               | director, jefe de acería                                                            | 10 años; El 31 de enero de 1951, su sentencia fue reducida por el Alto Comisionado de los Estados Unidos, John Jay McCloy, al tiempo de sanción cumplido en ese momento. El 4 de febrero de 1951 fue finalmente puesto en libertad. Murió el 10 de junio de 1958. |
| Erich Müller                    | director, jefe de fabricación de armas                                              | 12 años; sin embargo, fue prematuramente liberado en 1952 de la prisión de criminales de guerra Landsberg. Murió el 15 de abril de 1963. |
| Friedrich Wilhelm Janssen       | CFO y sucesor de Löser                                                              | 10 años; El 31 de diciembre de 1951, el Alto Comisionado de los Estados Unidos en la República Federal de Alemania, John Jay McCloy, revisó la sentencia al período de sanción ya cumplido, por lo que fue puesto en libertad el 4 de febrero de 1952. En 1953, regresó a Friedrich Krupp AG y se convirtió en plenipotenciario general de la fábrica de Friedrich Krupp en Essen junto a Berthold Beitz. Se jubiló en 1953. Durante esta colaboración de dos años entre Beitz y Janssen, Janssen se convirtió en su asesor paterno, quien le presentó las obras individuales del grupo. Murió el 9 de octubre de 1956. |
| Karl Heinrich Pfirsch           | antiguo jefe del departamento de ventas                                             | encontrado no culpable: absuelto y puesto en libertad. Murió en 1967. |
| Max Otto Ihn                    | Departamento de personal e inteligencia, adjunto a Löser y Janssen                  | 9 años; A principios de febrero de 1951 fue liberado de la prisión de Landsberg. Luego trabajó para Krupp hasta 1953 y luego para la Asociación Federal de Asociaciones de Empleadores Alemanes. Del 1 de enero de 1954 al 31 de marzo de 1957 fue director general de la patronal de Gesamtmetall. Murió en 1983. |
| Karl Adolf Ferdinand Eberhardt  | Jefe de ventas, sucesor de Pfirsch                                                  | 9 años; liberado en febrero de 1951. |
| Heinrich Leo Korschan           | Jefe adjunto de plantas siderúrgicas                                                | 6 años; A principios de febrero de 1951, Korschan fue liberado de la prisión de criminales de guerra de Landsberg. Luego vivió de nuevo en Essen-Bredeney. Murió el 8 de enero de 1973. |
| Friedrich von Bülow             | contrainteligencia, relaciones públicas y jefe de la policía de planta (Werkschutz) | 12 años; El 31 de enero de 1951 fue indultado y liberado de la prisión de criminales de guerra de Landsberg. Murió el 17 de enero de 1984. |
| Werner Wilhelm Heinrich Lehmann | "Contratación laboral", diputado de Ihn                                             | 6 años liberado en febrero de 1951. |
| Hans Albert Gustav Kupke        | Jefe de los campos de trabajo                                                       | 2 años y 10 meses; dado que la sentencia se cumplió como un servicio bajo custodia, Kupke fue puesto en libertad después del final del juicio. |

## Consecuencias
Después del surgimiento de la República Federal, el canciller alemán Konrad Adenauer y el Bundestag intervinieron a favor de los acusados. El apalancamiento alemán aumentó a medida que crecía la urgencia del rearme de Alemania. Bajo estas intensas presiones, en 1950, el Alto Comisionado de los Estados Unidos, John J. McCloy, estableció una Junta Asesora sobre Clemencia presidida por el juez David W. Peck de Nueva York y, siguiendo su recomendación, liberó después de 12 años de prisión a Alfried Krupp von Bohlen und Halbach, uno de los más prominentes casos y redujo las sentencias de otros acusados (entre otros Houdremont y Müller) que aún estaban en prisión. El 31 de enero de 1951, dos años y medio después de las sentencias, diez de los condenados (todos menos Löser) fueron puestos en libertad.